# فيليب إنغرام
فيليب إنغرام (بالإنجليزية: Phillip Ingram)‏ هو مغني ومغن مؤلف وكاتب أغاني أمريكي، ولد في 11 يوليو 1958 في آكرون في الولايات المتحدة.

## وصلات خارجية
- فيليب إنغرام على موقع IMDb (الإنجليزية)
- فيليب إنغرام على موقع ألو سيني (الفرنسية)
- فيليب إنغرام على موقع ميوزك برينز (الإنجليزية)
- فيليب إنغرام على موقع أول موفي (الإنجليزية)
- فيليب إنغرام على موقع قاعدة بيانات الأفلام السويدية (السويدية)
- فيليب إنغرام على موقع كينوبويسك (الروسية)